# Xenagorasz
Xenagorasz (I. e. 3. század?) ókori görög történetíró.
Életéről semmit sem tudunk, működésének pontos ideje bizonytalan. Egy történeti művet írt, valamint egy könyvet, amely a görög szigetekről szólt (Peri noszón). Ez utóbbit idősebb Plinius és a grammatikusok előszeretettel használták forrásnak. A művekből csupán töredékek maradtak fenn.
Nem lehet eldönteni, hogy Xenagorasz azonos-e a hellenisztikus történész, Héraklei Nümphisz azonos nevű apjával.